# Aïn Fezza
Aïn Fezza è un comune dell'Algeria, situato nella provincia di Tlemcen.